# Tuffi ai campionati mondiali di nuoto 2023 - Piattaforma 10 metri femminile
La gara dei tuffi dalla piattaforma 10 metri femminile dei campionati mondiali di nuoto 2023 si è disputata il 18 e 19 luglio 2023 presso la Piscina della Prefettura di Fukuoka di Fukuoka. La gara, a cui hanno preso parte 36 atlete provenienti da 23 nazioni, si è svolta in tre turni, in ognuno dei quali l'atleta ha eseguito una serie di cinque tuffi.
Le dodici tuffatrici qualificate per la finale hanno anche ottenuto il pass per le Olimpiadi di Parigi 2024.
La competizione è stata vinta dalla tuffatrice cinese Chen Yuxi, mentre l'argento e il bronzo sono andati rispettivamente alla connazionale Quan Hongchan e alla canadese Caeli McKay.

## Programma
| Data           | Ora (UTC+9) | Turno       |
| -------------- | ----------- | ----------- |
| 18 luglio 2023 | 10:00       | Preliminari |
| 18 luglio 2023 | 14:30       | Semifinale  |
| 19 luglio 2023 | 18:00       | Finale      |

## Risultati
| Pos.    | Atleta                     | Nazionalità   | Preliminari | Preliminari | Semifinale      | Semifinale      | Finale          | Finale          |
| Pos.    | Atleta                     | Nazionalità   | Punti       | Pos.        | Punti           | Pos.            | Punti           | Pos.            |
| ------- | -------------------------- | ------------- | ----------- | ----------- | --------------- | --------------- | --------------- | --------------- |
| Oro     | Chen Yuxi                  | Cina          | 393,00      | 2           | 430,05          | 2               | 457,85          | 1               |
| Argento | Quan Hongchan              | Cina          | 435,60      | 1           | 451,40          | 1               | 445,60          | 2               |
| Bronzo  | Caeli McKay                | Canada        | 322,15      | 5           | 324,05          | 5               | 340,25          | 3               |
| 4       | Gabriela Agúndez           | Messico       | 286,45      | 17          | 345,45          | 3               | 323,25          | 4               |
| 5       | Lois Toulson               | Gran Bretagna | 293,50      | 12          | 313,50          | 9               | 319,30          | 5               |
| 6       | Delaney Schnell            | Stati Uniti   | 310,40      | 8           | 336,55          | 4               | 313,95          | 6               |
| 7       | Alejandra Orozco           | Messico       | 318,30      | 6           | 315,50          | 6               | 313,40          | 7               |
| 8       | Ana Carvajal               | Spagna        | 300,55      | 9           | 313,25          | 10              | 311,70          | 8               |
| 9       | Christina Wassen           | Germania      | 290,60      | 14          | 309,05          | 11              | 306,75          | 9               |
| 10      | Elena Wassen               | Germania      | 298,60      | 10          | 307,30          | 12              | 293,95          | 10              |
| 11      | Matsuri Arai               | Giappone      | 314,10      | 7           | 313,95          | 7               | 288,85          | 11              |
| 12      | Ingrid de Oliveira         | Brasile       | 298,50      | 11          | 313,90          | 8               | 272,00          | 12              |
| 13      | Andrea Spendolini-Sirieix  | Gran Bretagna | 353,90      | 3           | 305,20          | 13              | Non qualificate | Non qualificate |
| 14      | Valeria Antolino           | Spagna        | 292,30      | 13          | 292,50          | 14              | Non qualificate | Non qualificate |
| 15      | Nikita Hains               | Australia     | 288,50      | 16          | 286,50          | 15              | Non qualificate | Non qualificate |
| 16      | Sarah Jodoin Di Maria      | Italia        | 326,65      | 4           | 277,10          | 16              | Non qualificate | Non qualificate |
| 17      | Elaena Dick                | Canada        | 283,90      | 18          | 271,50          | 17              | Non qualificate | Non qualificate |
| 18      | Maia Biginelli             | Italia        | 289,75      | 15          | 247,30          | 18              | Non qualificate | Non qualificate |
| 19      | Else Praasterink           | Paesi Bassi   | 283,65      | 19          | Non qualificate | Non qualificate | Non qualificate | Non qualificate |
| 20      | Anisley García             | Cuba          | 278,90      | 20          | Non qualificate | Non qualificate | Non qualificate | Non qualificate |
| 21      | Milly Puckeridge           | Australia     | 267,90      | 21          | Non qualificate | Non qualificate | Non qualificate | Non qualificate |
| 22      | Nike Agunbiade             | Stati Uniti   | 264,15      | 22          | Non qualificate | Non qualificate | Non qualificate | Non qualificate |
| 23      | Moon Na-yun                | Corea del Sud | 257,55      | 23          | Non qualificate | Non qualificate | Non qualificate | Non qualificate |
| 24      | Pandelela Rinong           | Malaysia      | 256,40      | 24          | Non qualificate | Non qualificate | Non qualificate | Non qualificate |
| 25      | Nicoleta-Angelica Muscalut | Romania       | 248,50      | 25          | Non qualificate | Non qualificate | Non qualificate | Non qualificate |
| 26      | Jade Gillet                | Francia       | 247,50      | 26          | Non qualificate | Non qualificate | Non qualificate | Non qualificate |
| 27      | Džeja Patrika              | Lettonia      | 245,85      | 27          | Non qualificate | Non qualificate | Non qualificate | Non qualificate |
| 28      | Ciara McGing               | Irlanda       | 244,90      | 28          | Non qualificate | Non qualificate | Non qualificate | Non qualificate |
| 29      | Maycey Vieta               | Porto Rico    | 244,00      | 29          | Non qualificate | Non qualificate | Non qualificate | Non qualificate |
| 30      | Cho Eun-bi                 | Corea del Sud | 240,50      | 30          | Non qualificate | Non qualificate | Non qualificate | Non qualificate |
| 31      | Gladies Haga               | Indonesia     | 237,45      | 31          | Non qualificate | Non qualificate | Non qualificate | Non qualificate |
| 32      | Mikali Dawson              | Nuova Zelanda | 228,75      | 32          | Non qualificate | Non qualificate | Non qualificate | Non qualificate |
| 33      | Helle Tuxen                | Norvegia      | 222,05      | 33          | Non qualificate | Non qualificate | Non qualificate | Non qualificate |
| 34      | Elizabeth Miclau           | Porto Rico    | 207,60      | 30          | Non qualificate | Non qualificate | Non qualificate | Non qualificate |
| 35      | Nur Eilis Binti            | Malaysia      | 206,45      | 31          | Non qualificate | Non qualificate | Non qualificate | Non qualificate |
| 36      | Alisa Zakaryan             | Armenia       | 145,95      | 32          | Non qualificate | Non qualificate | Non qualificate | Non qualificate |